# Hochalmsattel
Le Hochalmsattel est un col du massif des Karwendel, entre la Karwendeltal à l'ouest et la Johannestal (de) à l'est.
La Karwendeltal sépare le chaînon nord des Karwendel et le chaînon Hinterautal-Vomper. Le Hochalmsattel est le col le plus bas entre ces deux chaînons.
Le Hochalmsattel est le col est-ouest le plus simple du massif des Karwendel pour la randonnée. Au nord du col se trouvent les sentiers vers l'Östliche Karwendelspitze et sa transition, le Gjaidsteig. Le Karwendelhaus est juste à l'ouest du col.